# 임당역
임당역(Imdang station, 林堂驛)은 대한민국 경상북도 경산시 임당네거리에 있는 대구 도시철도 2호선의 전철역이다. 남천 하저터널로 정평역과 연결된다.

## 특징
대구 도시철도 2호선 경산 연장 구간의 두 번째 역이다. 역 서편에 있는 중방동 E-편한세상 아파트 등의 아파트 단지들과 홈플러스 경산점을 제외하면 주변에 연계되는 시설이 상대적으로 적은 편이지만 연호역보다는 이용률이 높은 편이고, 현재 이 역 앞에 임당역세권 도시가 개발되고 있어서 향후 이 신도시가 개발된다면 이용률이 더 늘어날 여지가 있다. 영대교 하저터널로 정평역과 연결되며, 출구는 8개소가 설치되어 있다. 경산 연장 구간 개통 이후 사월역에서 출발하던 대부분의 경산권 대학교들의 셔틀버스는 이 역으로 기점을 옮겼다.

## 역명의 유래
장림리와 궁당리의 이름에서 연유하여 임당이라는 지명이 붙었으며, 역이 있는 곳이 임당네거리다. 그러나 이 역은 역명과는 달리 중방동과 임당동의 경계에 걸쳐 있으며, 4, 5번 출구만 임당동에 있다.

## 역사
- 2012년 9월 19일: 대구 도시철도 2호선 개통과 함께 영업 개시.[1]

## 역 구조
2면 2선의 상대식 승강장이 있는 지하역이다. 스크린도어가 설치되어 있다.

### 승강장
| 정평 ↑   |
| \| 상    |
| ↓ 영남대 |

| 상행 | ● 대구 도시철도 2호선 | 반월당·용산·문양 방면 |
| 하행 | ● 대구 도시철도 2호선 | 영남대 방면           |

- 대합실을 통해 반대쪽 승강장으로 이동할 수 있다.

## 사진

1번출구
개찰구
대합실 (맞이방)
승강장 (영남대 방면)
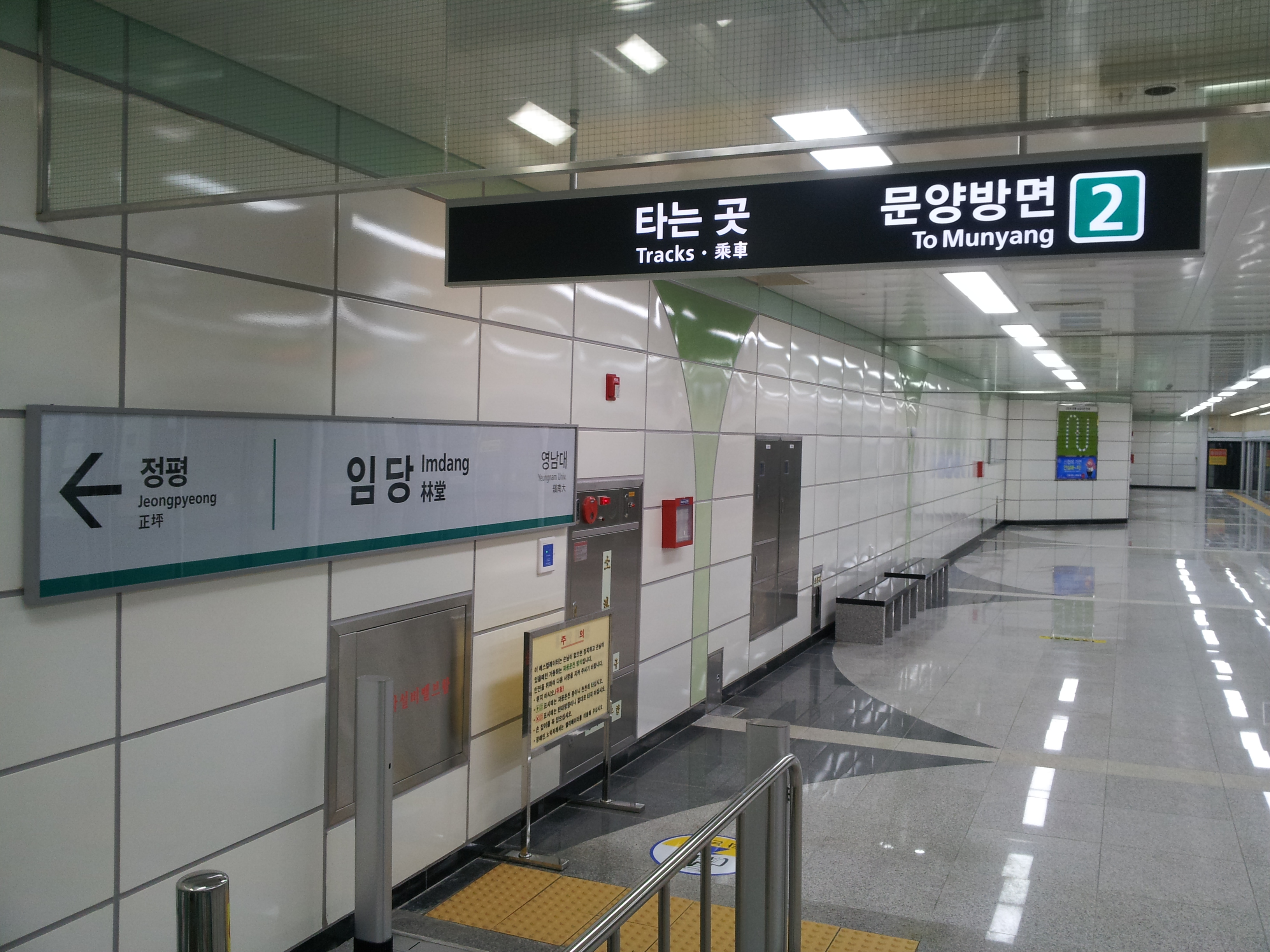
승강장 (문양 방면)

## 역 주변
| 나가는 곳 | 방면                                                 |
| --------- | ---------------------------------------------------- |
| 1         | 중방동 대평동 경산네거리                             |
| 2         | 중방동 E-편한세상아파트 경산네거리                   |
| 3         | 중방동 경산시청 E-편한세상아파트                     |
| 4         | 중방동 경산경찰서 경산보건소 경산생활체육공원 남매지 |
| 5         | 북부동 북부동행정복지센터                            |
| 6         | 북부동 경북경찰청기동대                              |
| 7         | 북부동 임당초등학교                                  |
| 8         | 북부동                                               |

## 승차량 변동
주변에 역세권이 많이 개발되지 못해 이용률이 낮은 편이지만 역 주변의 중방동 E-편한세상 아파트에 사는 주민들이 이 역을 많이 이용하고 있으며, 경산권 대학교의 셔틀버스의 기점이 대부분 이 역 앞이어서 이용률이 계속 증가하고 있다. 게다가 이 역 앞에 주택지구를 포함한 역세권이 개발 중이어서 역세권이 더 개발되면 이용률이 더 늘어날 것으로 전망된다.
| 노선  | 승차 인원 | 승차 인원 | 승차 인원 | 승차 인원 | 승차 인원 | 승차 인원 | 승차 인원 | 승차 인원 |       |
| 노선  | 2012년    | 2013년    | 2014년    | 2015년    | 2016년    | 2017년    | 2018년    | 2019년    |       |
| ----- | --------- | --------- | --------- | --------- | --------- | --------- | --------- | --------- | ----- |
| 2호선 | 1,680     | 1,971     | 2,277     | 2,666     | 2,960     | 2,928     | 2,975     | 3,467     | [ 2 ] |

## 인접한 역
| 대구 도시철도 2호선 | 대구 도시철도 2호선   | 대구 도시철도 2호선 |
| ------------------- | --------------------- | ------------------- |
| 242 정평 문양 방면  | ● 대구 도시철도 2호선 | 244 영남대 방면     |